# Moellada
Moellada es un cultivar de higuera de tipo higo común Ficus carica, unífera (con una sola cosecha por temporada, los higos de otoño), con higos de epidermis con color de fondo negro azulado, y con sobre color negro morado. Se cultiva en la colección de higueras de Montserrat Pons i Boscana en Llucmajor (España).

## Sinonimia
- “sin sinónimo”,[4][6][7]

## Historia
Actualmente la cultiva en su colección de higueras baleares Montserrat Pons i Boscana, rescatada de un ejemplar o higuera madre localizada en el término de Montuiri en el predio "ses Marioles" en una plantación experimental de varias variedades de higuera, propiedad de Gaspar Socias.
La variedad 'Moellada' es de cultivo reciente en las Islas Baleares, casi de manera experimental. Por las características de su maduración puede ser una variedad muy interesante ya que inicia su cosecha en una época de escasez de higos de otras variedades.

## Características
La higuera 'Moellada' es una variedad unífera de tipo higo común. Árbol de vigorosidad elevada y buen desarrollo, copa redondeada con ramaje muy claro, porte esparcido ramas colgando hacia el cultivo, con nula emisión de rebrotes. Sus hojas son de 3 lóbulos mayoritariamente, y menos de 1 lóbulo. Sus hojas con dientes presentes márgenes serrados poco recortados. 'Moellada' tiene mucho desprendimiento de higos, con un rendimiento productivo elevado y periodo de cosecha medio. La yema apical cónica de color rojizo.
Los frutos de la higuera 'Moellada' son higos de un tamaño de longitud x anchura:38 x 38mm, con forma esférica, que presentan unos frutos medianos, vistosos, simétricos en la forma, uniformes en las dimensiones, de unos 19,430 gramos en promedio, cuya epidermis es de un espesor delgado, de textura fina, de consistencia blanda, color de fondo negro azulado, y con sobre color negro morado. Ostiolo de 2 a 4 mm con escamas pequeñas moradas. Pedúnculo de 6 a 16 mm cilíndrico rojizo. Grietas ausentes. Costillas muy marcadas. Con un ºBrix (grado de azúcar) de 24 de sabor dulce jugoso, con color de la pulpa rojo oscuro. Con cavidad interna mediana, con pocos aquenios pequeños. Los frutos maduran con un inicio de maduración de los higos sobre el 2 de agosto a 17 de septiembre. Cosecha con rendimiento productivo elevado, y periodo de cosecha medio.
Se usa en alimentación humana en fresco. Mediana abscisión del pedúnculo y facilidad extrema de pelado, la piel se rasga al simple contacto. Por su consistencia blanda es poco resistente al transporte, y sensibles al agriado, a las lluvias y rocíos. Mediana resistencia a la apertura del ostiolo. Poco susceptibles al desprendimiento del árbol cuando madura.

## Cultivo
'Moellada', se utiliza exclusivamente en alimentación humana en fresco. Se está tratando de recuperar de ejemplares cultivados en la colección de higueras baleares de Montserrat Pons i Boscana en Llucmajor.